# Lago Miramichi
O lago Miramichi é um lago de localizado no condado de York,  província de New Brunswick, no Canadá.

## Descrição
Este lago que se estende do continente para o oceano contribui para dar forma ao estuário do rio Miramichi Southwest. Nas margens do lago, e localizada também no estuário do rio Miramichi Southwest, encontra-se a cidade de Miramichi Lake.
O lago tem como coordenadas geográficas 46°58'N 65°33'W
Nas águas deste lago é possível fazer uma pesca bastante abundante, principalmente do salmão-do-atlântico, uma vez que a população deste peixe é muito elevada nas suas águas